# Obscenitet
Obscenitet (från latinska obscenus, "smutsig", "anstötlig", "oren", "oanständig") är en term som beskriver uttryck som anses vara stötande för allmänheten, vara anstötligt, oanständigt, som sårar blygsamheten, eller är otuktigt. I vissa länders lagstiftning används termen även inom juridisk kontext.

## Användning
Obscent material, obsceniteter, beskrivs ofta som framställningar av 'ohöljd sexualitet'. Obscenitet förknippas vanligen med sexuellt innehåll. Det kan dock exempelvis även inkludera svordomar, vulgaritet, blasfemi och våldsskildringar, beroende på sammanhang.
Texter och bilder som bedöms vara obscena handlar som regel om sex eller nakenhet. Framställningar i medicinskt eller vetenskapligt undervisande syfte har undantas ofta från att klassas som obscena, så länge de inte väcker anstöt. Under den viktorianska tiden förekom emellertid att också sådana framställningar ansågs alltför anstötliga om de var explicita.

### Olika länder
Andra undantag är framställningar i konstnärligt, litterärt eller politiskt syfte. Den amerikanska lagstiftningen kräver i dessa fall att framställningen inte uppfattas som oanständig av allmänheten och att framställningen inte är onödigt förargelseväckande. Privat innehav av materialet kan vara lagligt, samtidigt som transport av materialet kan vara emot allmän lag (se Comstocklagarna). När framställningen bedöms vara obscen får framställningen därför censureras genom undantag i tryckfrihets- och yttrandefrihetslagarna. Lagstiftning mot obscena publikationer finns även bland annat i den brittiska lagen.
1923/1924 instiftades i Genève, som del av Nationernas förbunds regelverk, den Internationella konventionen för undertryckandet av spridningen av och handeln med obscena publikationer (engelska: International Convention for the Suppression of the Circulation of and Traffic in Obscene Publications). Senare har konventionen fortsatt att hanteras inom FN-systemet. Västtyskland frånträdde 1974 från konventionen, som del av 1970-talets liberaliseringar runt pornografi i många länder; därefter kvarstod i förbundsrepubliken lagar mot vissa pornografiska skildringar samt ett förbud mot visning av pornografisk film på allmänna biografer.

## Bakgrund och etymologi
Ordets etymologi är osäker. Det torde dock kunna härledas med viss säkerhet till det latinska ordet obscenus som hade en religiös överton i dess betydelse av att något är opassande eller motbjudande. Roten kan vara det latinska ordet cænum, 'smuts'.
Ibland har det latinska ordet istället härletts till det grekiska ordet skene, som betyder "hör till scenen", alltså 'visas fram', 'förevisas för allmänheten', medan ob är en negation. Detta skulle i så fall betyda 'att inte höra till scenen'. Pornografins allt större synlighet i den moderna kulturen – samtidigt som den i bland annat USA ofta fortfarande förknippas med obsceniteter – härledning har lett den amerikanska filmvetaren Linda Williams att mynta ordet on/scene ('på scenen') som en kontrast till obscene.
Ordet obscen finns i svensk skrift sedan 1669 och förekommer i varianter i många andra europeiska språk.